# Palacio de Quintana
El palacio de la Infanta Isabel de Borbón o simplemente Palacio de La Chata es un edificio de la ciudad de Madrid. Actualmente alberga la sede del Mando Aéreo General del Ejército del Aire y del Espacio.

## Historia y características

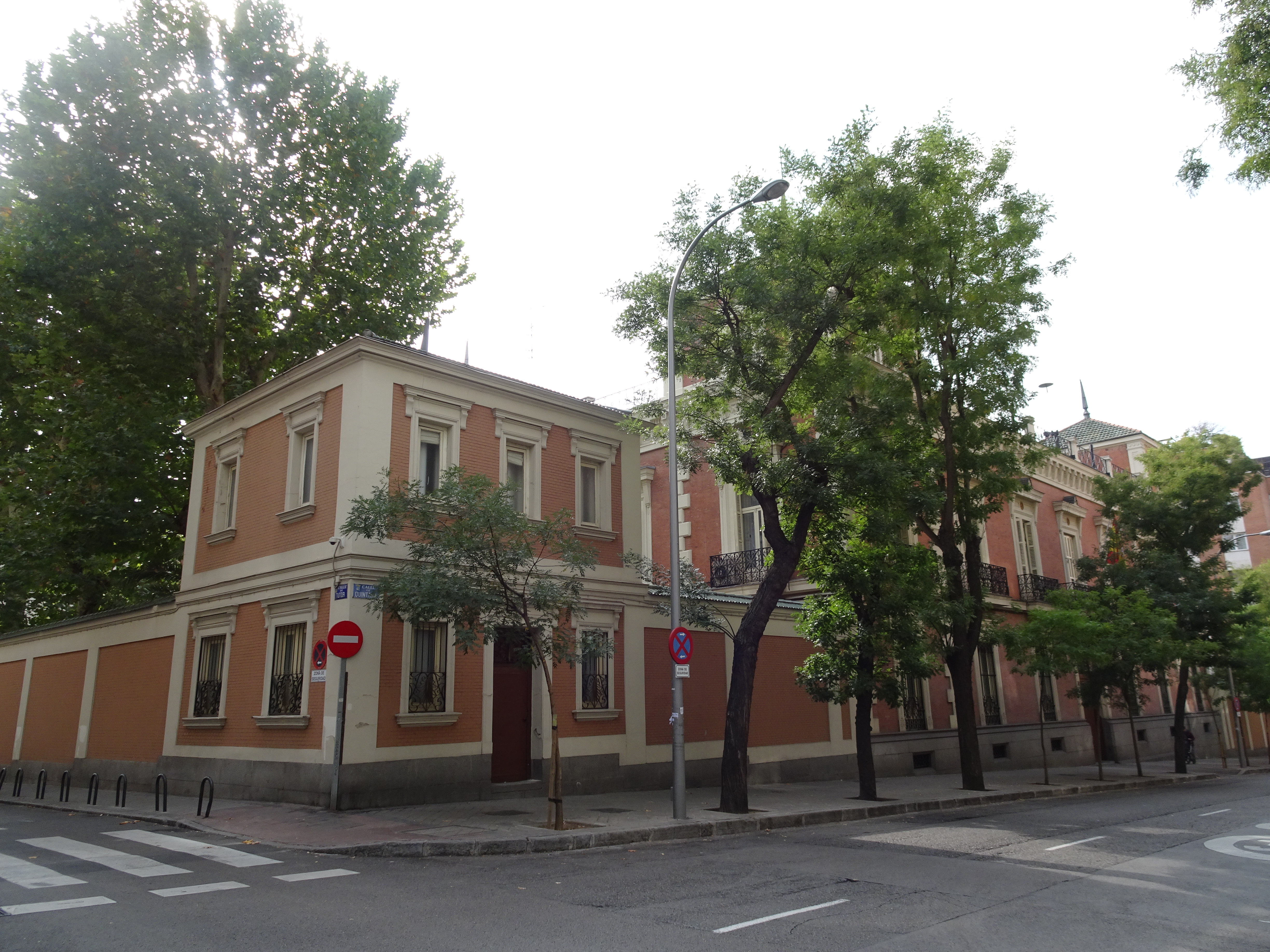
Esquina de Quintana con Tutor.

Sito en el número 7 de la calle de Quintana, en el barrio de Argüelles, el edificio, cuya construcción comenzó en 1868 como Casa-Palacio de los Condes de Cerrajería, fue proyectado por el arquitecto Antonio Ruiz de Salces. Desde 1902 y hasta 1931 fue la vivienda de la infanta Isabel de Borbón, que lo había adquirido formalmente en 1900. Fue reformado entonces sustancialmente por el arquitecto Repullés ayudado por Bernardo García. El palacio, que contaba con un teatro, una sala de música —con las efigies de los músicos preferidos de la infanta— y una biblioteca, que albergó la colección de libros personal de la infanta; dejado como herencia en su testamento a Alfonso XIII, pasó sin embargo, tras la proclamación de la Segunda República en 1931 a manos de la Comisión General de Incautación de Bienes de la Corona.
Fue devuelto a la familia en 1938, fecha en que se producía el fallecimiento de Alfonso de Borbón; y fue heredado por los reyes de España, Alfonso XIII y Victoria Eugenia de Battenberg. A la muerte del primero, fue la reina la depositaria de la finca. Durante un tiempo estuvo arrendada al Ministerio del Aire y finalmente fue adquirida por esta institución por la suma de dos millones de pesetas en 1942. Fue sede de la Academia Militar de Sanidad durante el curso 1947-1948.
El palacio tiene una planta rectangular de 140 x 100 pies (39 x 28 m) y tenía un patio central cuadrado, otro de menor tamaño y cuatro plantas: sótano, plantas baja y principal y buhardillas con cuatro torreones en las esquinas. Está rodeado por jardines en tres de sus cuatro costados. El inmueble todavía conserva la escalera monumental con sus primeros peldaños curvos de mármol original, la balaustrada de bronce, el techo pintado por Mariano Benlliure y la galería de estilo romano antiguo que rodeaba la caja y distribuía la planta superior. El gran salón posee un fresco titulado Las Horas, pintado por Emilio Sala.